# Inmaculada Aguilar
Inmaculada Aguilar Belmonte (Córdoba (España), 16 de marzo de 1959) es una bailaora y catedrática de danza española.

## Biografía
Licenciada en Historia por la Universidad de Córdoba, es catedrática de Danza Española en el Conservatorio Superior de Arte Dramático y Danza de Córdoba. Ha sido discípula de Pepe Ríos, La Tati, Paco Fernández, Mercedes Rodríguez Gamero "Merche Esmeralda", Eduardo Serrano Iglesias "El Güito" y Mario Maya.
Ha obtenido, entre otros, el Premio de Fin de Carrera de la Escuela Superior de Arte Dramático y Danza de Córdoba 1975; Premio Nacional de Baile Flamenco Encarnación López La Argentinita, dentro del XI Concurso Nacional de Arte Flamenco de Córdoba (1986); Premio Cabales de Plata a la bailaora más completa (1989); y, ese mismo año, el Olé de Córdoba por su trayectoria artística. En 1991 tuvo un gran éxito en el Círculo de la Amistad bailando ante el cuerpo diplomático Hispanoamericano, con motivo del homenaje ofrecido por el Ateneo de Córdoba con motivo de la entrega de la Fiambrera de Plata a cada embajador. En 1999 recibió la Fiambrera de Plata del Ateneo de Córdoba.